# アラン・ショーエンバーガー
アラン・ショーエンバーガー（Alan Richard Schoenberger, 1989年1月19日 - ）は、オーストラリア・ブリスベン出身の元プロ野球選手（内野手）。

## 経歴
2007年にフィラデルフィア・フィリーズと契約してプロ入り。この年は傘下ルーキー級のガルフ・コーストリーグ・フィリーズで6試合に出場した。
2008年は、ガルフ・コーストリーグ・フィリーズで32試合に出場し、打率.191、.0本塁打、1打点の成績だった。
2009年は、傘下ショートシーズンAのウィリアムズポート・クロスカッターズと傘下Aのレイクウッド・ブルークロウズで計40試合に出場し、合計で打率.213、1本塁打、11打点の成績だった。
2010年は、傘下Aのレイクウッド・ブルークロウズで自己最多の96試合に出場し、打率.253、5本塁打、35打点の成績だった。
2011年は、傘下アドバンスAのクリアウォーター・スレッシャーズと傘下Aのレイクウッド・ブルークロウズで計70試合に出場し、合計で打率.190、2塁打、17打点の成績だった。
2012年3月にフィリーズを自由契約となった。11月には、台湾で開催された第3回WBC予選のニュージーランド代表に選ばれた。
2016年には、第4回WBC予選のニュージーランド代表に選出されている。